# Scenteknik
Scenteknik är den teknik och tekniska utrustning som används vid scenkonst inom till exempel teater och konserter.
Se scentekniker, ljudteknik och ljusteknik.

## Begrepp inom scenteknik
- Scenografi
- Scenbild (dekor)
- Fond
- Kuliss
- Rekvisita
- Byxor
- Gobo